# Кашниково (Московская область)
Кашниково — деревня в Шатурском муниципальном районе Московской области. Входит в состав Дмитровского сельского поселения. Население — 10 чел. (2013).

## Расположение
Деревня Кашниково расположена в южной части Шатурского района, расстояние до МКАД порядка 157 км. Высота над уровнем моря 138 м.

## Название
Во всех дошедших до нас исторических документах, где упоминается деревня, зафиксировано наименование Кашниково.
Название, вероятно, произошло от фамилии Кашников.

## История
Впервые упоминается в писцовой Владимирской книге В. Кропоткина 1637—1648 гг. как деревня Кашниково Зачисморской кромины волости Муромского Сельца Владимирского уезда. Деревня принадлежала новгородцу Ивану Петровичу Лизунову.
Последней владелицей деревни перед отменой крепостного права была помещица Савёлова.
После отмены крепостного права деревня вошла в состав Коробовской волости.
В советское время деревня входила в Дмитровский сельсовет.

## Население
| 1859 | 1868 | 1885 | 1905 | 1926 | 1970 |
| ---- | ---- | ---- | ---- | ---- | ---- |
| 118  | →118 | ↗173 | ↗246 | ↘186 | ↗189 |
| 1993 | 2002 | 2006 | 2010 | 2011 | 2013 |
| ↘12  | ↗18  | ↘12  | ↗15  | ↘13  | ↘10  |

## Галерея

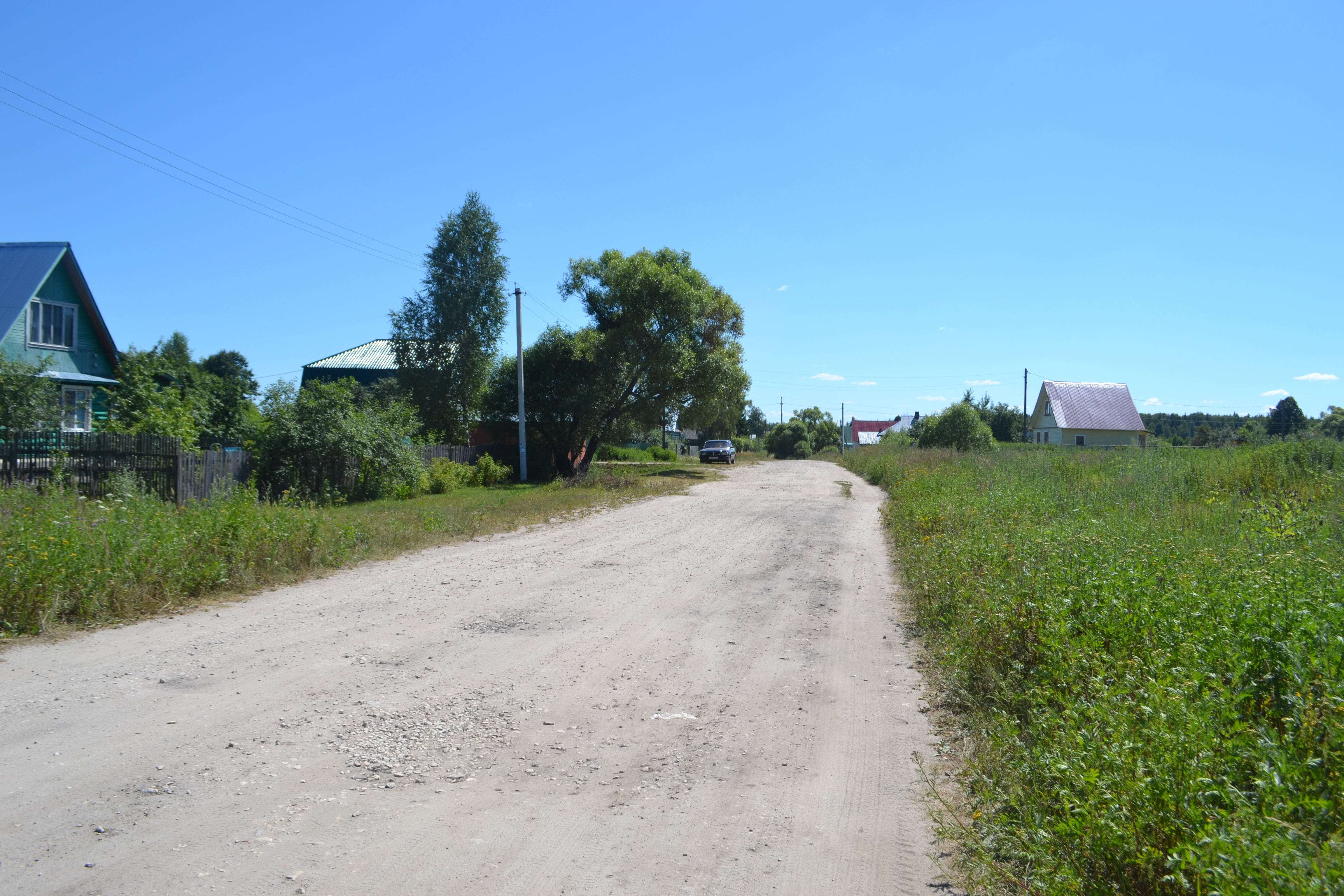
Кашниково
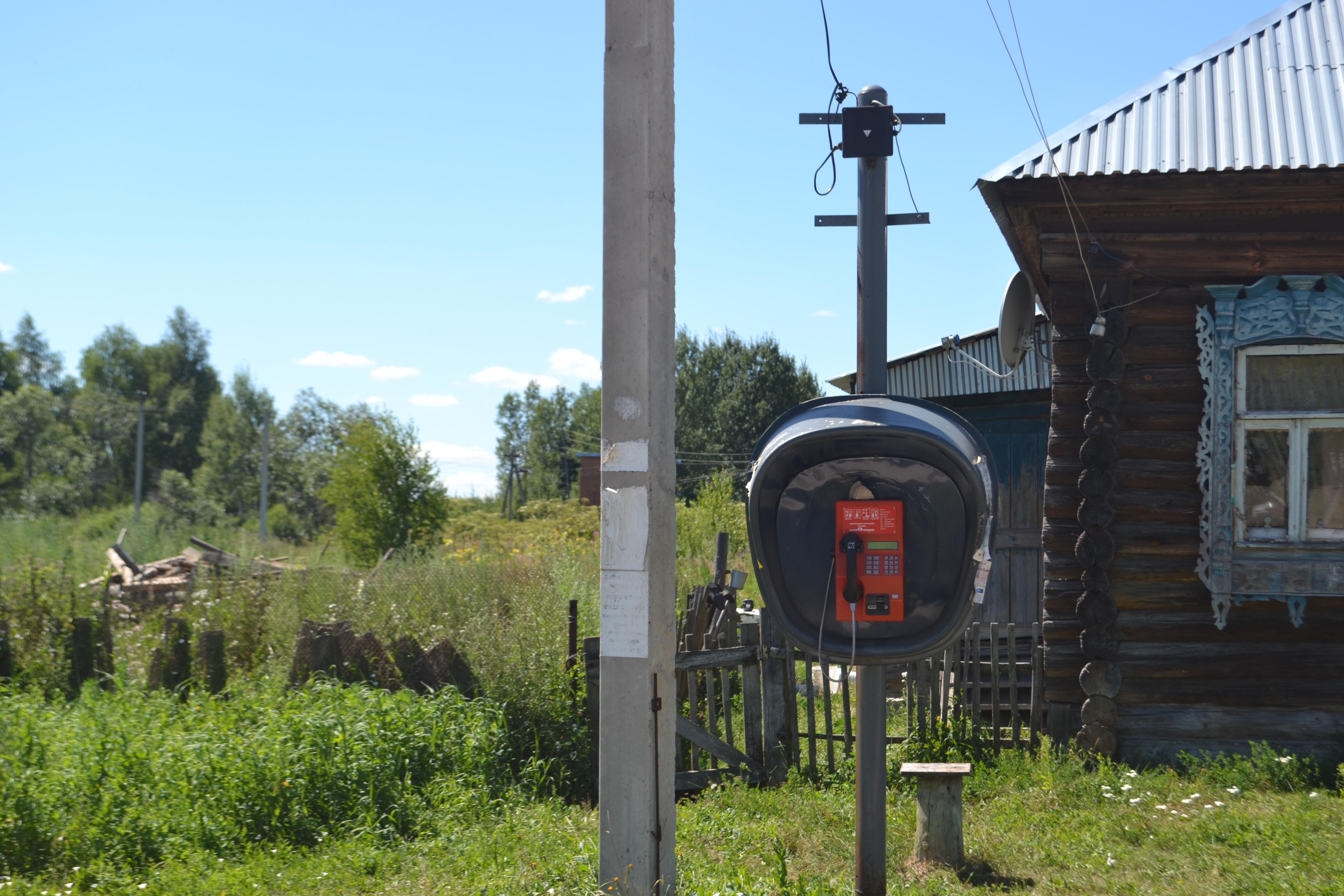
Таксофон в деревне
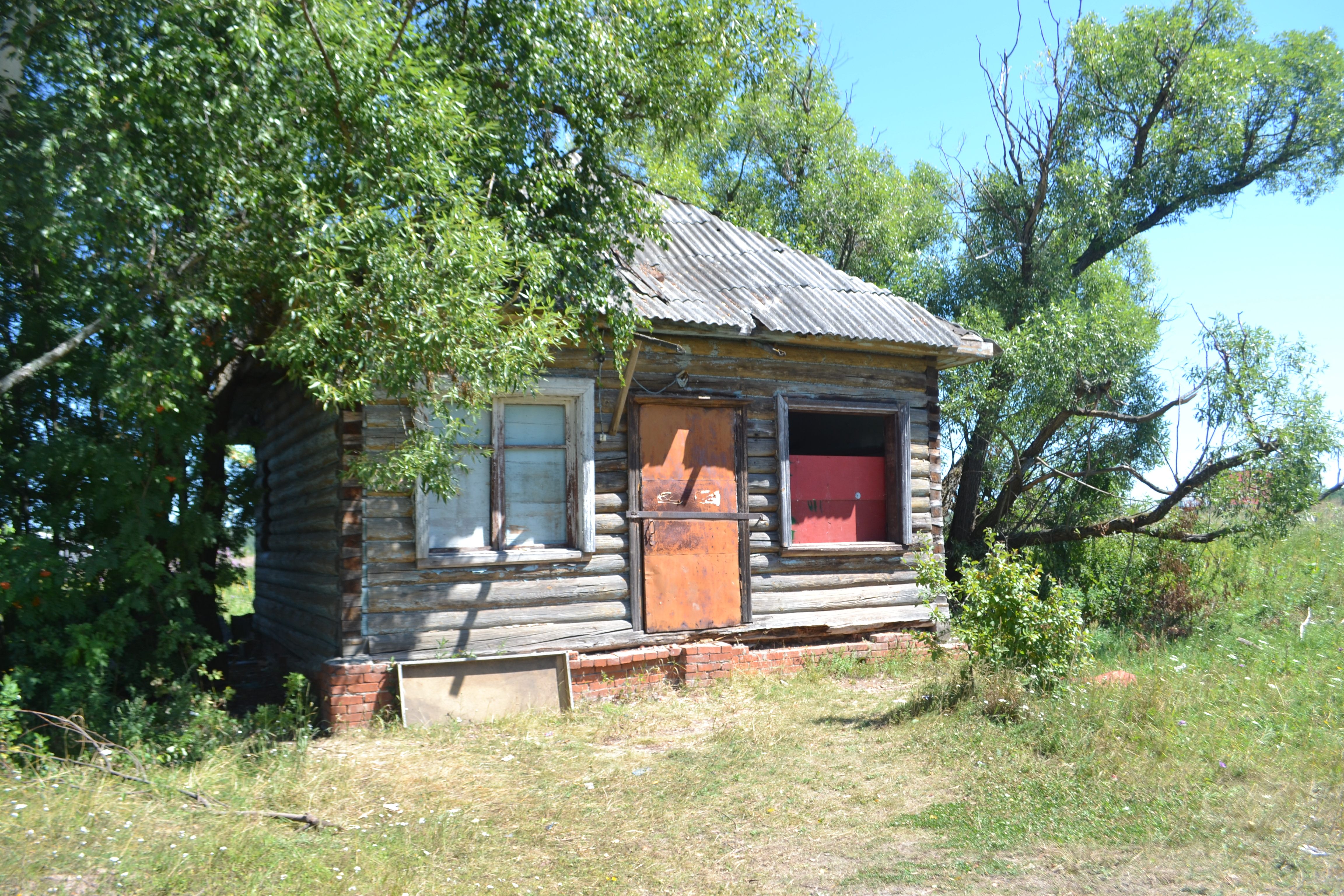
Кашниково